# Убийство на рифе
Убийство на рифе (англ. Murder on the Reef) — независимый документальный фильм 2018 года производства. Режиссер — доктор философии Аллен Добровольский. Лента была номинирована на премию от Hollywood Boulevard Film Festival 2018 за лучший документальный фильм и получила ряд других фестивальных и профессиональных кинонаград .

## Сюжет
Фильм исследует и раскрывает причины возможной экологической катастрофы, которая грозит Большому Барьерному рифу. Среди них не только такие общемировые проблемы, как загрязнение и ухудшение качества воды и климатические изменения, но и сугубо местные: чрезмерная добыча угля в районе рифа, работы по углублению дна, негативное влияние морской звезды терновый венец на коралловые полипы и тому подобное. Ученые и общественные активисты, которые дают интервью, считают, что все эти факторы в будущем могут привести к полному обесцвечиванию и гибели кораллов и разрушению Большого Барьерного рифа.

## Награды и номинации
| Список наград та номинаций (Список не является исчерпывающим) | Список наград та номинаций (Список не является исчерпывающим) | Список наград та номинаций (Список не является исчерпывающим) | Список наград та номинаций (Список не является исчерпывающим) | Список наград та номинаций (Список не является исчерпывающим) | Список наград та номинаций (Список не является исчерпывающим) |
| Кинофестиваль/Кинопремия                                      | Год                                                           | Категория                                                     | Номинант(ы)                                                   | Результат                                                     | Ист                                                           |
| ------------------------------------------------------------- | ------------------------------------------------------------- | ------------------------------------------------------------- | ------------------------------------------------------------- | ------------------------------------------------------------- | ------------------------------------------------------------- |
| Accolade Global Film Competition                              | 2018                                                          | Humanitarian Award                                            | Убийство на рифе                                              | Награда                                                       |                                                               |
| Accolade Global Film Competition                              | 2018                                                          | Природа/Окружающая среда/Дикая природа                        | Убийство на рифе                                              | Награда                                                       |                                                               |
| Alternative Film Festival                                     | 2018                                                          | Лучший документальный фильм                                   | Убийство на рифе                                              | Награда                                                       |                                                               |
| Alternative Film Festival                                     | 2018                                                          | Лучший кинематограф                                           | Убийство на рифе                                              | Номинация                                                     |                                                               |
| Calcutta International Cult Film Festival                     | 2018                                                          | Документальный фильм                                          | Аллен Добровольский                                           | Награда                                                       |                                                               |
| Calcutta International Cult Film Festival                     | 2018                                                          | Фильм про Природу/Окружающую среду/Дикую природу              | Аллен Добровольский                                           | Награда                                                       |                                                               |
| Calcutta International Cult Film Festival                     | 2018                                                          | Лучший фильм про Природу                                      | Убийство на рифе                                              | Награда                                                       |                                                               |
| Festigious International Film Festival                        | 2018                                                          | Лучший документальный фильм                                   | Убийство на рифе                                              | Награда                                                       |                                                               |
| Five Continents International Film Festival                   | 2018                                                          | Короткометражный фильм                                        | Убийство на рифе                                              | Награда                                                       |                                                               |
| Five Continents International Film Festival                   | 2018                                                          | Лучший постер к фильму                                        | Убийство на рифе                                              | Награда                                                       |                                                               |
| Golden Earth Film Award                                       | 2019                                                          | Лучший документальный фильм                                   | Убийство на рифе                                              | Награда                                                       |                                                               |
| Hollywood Boulevard Film Festival                             | 2018                                                          | Лучший документальный фильм                                   | Убийство на рифе                                              | Награда                                                       |                                                               |
| Near Nazareth Film Festival                                   | 2018                                                          | Лучший документальный фильм                                   | Убийство на рифе                                              | Награда                                                       |                                                               |
| Rendezvous Film Festival                                      | 2018                                                          | Лучший документальный фильм                                   | Убийство на рифе                                              | Награда                                                       |                                                               |
| The Monthly Film Festival (TMFF)                              | 2018                                                          | Лучший документальный фильм                                   | Убийство на рифе                                              | Награда                                                       |                                                               |
| Virgin Spring Cinefest                                        | 2018                                                          | Документальный фильм                                          | Убийство на рифе                                              | Награда                                                       |                                                               |
| Virgin Spring Cinefest                                        | 2018                                                          | Документальные фильмы                                         | Убийство на рифе                                              | Награда                                                       |                                                               |
| Feel The Reel International Film Festival                     | 2018                                                          | Документальный фильм                                          | Убийство на рифе                                              | Награда                                                       | [ 2 ]                                                         |
| International Ecological Film Festival Save and Preserve      | 2018                                                          | Official Selection                                            | Убийство на рифе                                              | Награда                                                       | [ 3 ]                                                         |
| A Show for a Change Film Festival                             | 2018                                                          | Storytelling Award                                            | Убийство на рифе                                              | Награда                                                       | [ 3 ]                                                         |